# Kubatov Gábor
Kubatov Gábor (Budapest, 1966. február 17. –) magyar politikus, a Fidesz – Magyar Polgári Szövetség országos pártigazgatója és alelnöke, országgyűlési képviselő. A Ferencvárosi Torna Club elnöke. A 2019-es Befolyás-barométer szerint ő Magyarország 9. legbefolyásosabb személye.

## Tanulmányai
A Bagi Ilona Ipari Szakközépiskolában mechanikai műszerésznek tanult (1980–1984). A Budapesti Kommunikációs Főiskolán kommunikáció és médiatudomány tanulmányokat folytatott, és 2012-ben kommunikátori diplomát szerzett a főiskolán. Legmagasabb iskolai végzettsége felsőfokú.

## Politikai tevékenysége
Kubatov Gábor 2002-ben lépett be a Fideszbe, majd rá egy évre már a párt soroksári elnöke. 2004-től a Fidesz egyik elnöki megbízottja, koordinátora. A Fidesz számára vesztesen végződött 2006-os országgyűlési választásokon a mobilizációért felelős kampányfőnöke volt a pártnak, és a budapesti listáról bekerült az Országgyűlésbe. Innentől kezdve egyre fontosabb szerepet kapott a Fidesz politikájában. A Parlamentben a kulturális- és sajtóbizottság, valamint 2006. május 30-tól 2006. október 9-ig az emberi jogi, kisebbségi, civil- és vallásügyi bizottság tagja lett. Szintén ezen évtől a Fidesz országos pártigazgatója lett. A 2006-os önkormányzati választásokon a párt kampányigazgatójaként szerepelt. A 2008-as magyarországi népszavazásra a legnagyobb ellenzéki párt kampányigazgatója volt. Ugyanezt a posztot töltötte be a 2009-es európai parlamenti választásokon is.
2010. április 7-én és 8-án, az országgyűlési választások előtt 4, illetve 3 nappal a Kuruc.info portál nyilvánosságra hozott két hangfelvételt, melyek témája egyrészt egy, a Fidesz birtokában lévő, a párt illetve politikai ellenfelei szimpatizánsainak személyes adatait tartalmazó állítólagos adatbázis, másrészt a párt aktivistái által a 2009-es pécsi időközi polgármester-választáson az MSZP rovására elkövetett kampánycsendsértések. A felvételeken a közreadó állítása szerint Kubatov Gábor hangja hallható. Az ügy kapcsán a Fidesz sajtóközleményeket adott ki, melyekben az MSZP és a Jobbik közös lejárató akciójáról beszélnek.
A Központi Nyomozó Főügyészség elutasította az MSZP feljelentését az üggyel kapcsolatban. Az Ügyészség így indokolta meg az elutasítást: "...bár a felvételen Kubatov Gábor, a Fidesz pártigazgatója bűncselekmények és választási csalás elkövetésével "vádolja önmagát és a pártját", a főügyészség szerint bűncselekményre utaló körülmény nem merült fel..."
A Kubatov-lista gyakorlati alkalmazásáról 2012. decemberében került elő a Fidesz belső dokumentumfilmje a 2009-es pécsi időközi polgármester-választásról.
2015. december 13-án a Fidesz alelnökévé választották.

## Családja
Nős, felesége a székely származású Kubatov Ágnes. Gyermekeik: Emma, Marcell és Olívia (2003).

## Művei
- Új korszak. Az első tíz év. Erkölcs, erő, egyetértés; Albert Flórián Labdarúgó Utánpótlás és Sportalapítvány, Bp., 2021